# June Cochran
June Cochran, född 20 februari 1942 i Indianapolis, Indiana, USA, och död 21 maj 2004, var en amerikansk fotomodell. Hon utsågs till herrtidningen Playboys Playmate of the Month för december 1962 och till Playmate of the Year för 1963.